# Gunilla Byrman
Gunilla Byrman, född 3 februari 1953 i Hardeberga församling, är en svensk professor i svenska språket.